# GigaSize
GigaSize es una empresa de origen alemán de alojamiento de archivos, actualmente radicada en Suiza, que opera principalmente en internet. La empresa pertenece a GigaSize AG. ofrece un sistema sencillo y accesible de almacenaje y distribución de archivos a través de internet. GigaSize da a los usuarios dos modos de uso: gratis (con más limitaciones tanto en almacenamiento como en descarga) y premium, con menores limitaciones, pero de pago, que permite descargar 5 GB diarios y cuenta (cantidad escalable mediante pago). Permite la subida de archivos sin necesidad de registro de hasta 300 megas.

## Derechos de autor y copyright
Uno de los problemas que ha de afrontar GigaSize es que parte del contenido hospedado en sus sistemas de almacenamiento puede tener copyright.

## Búsquedas de contenidos
Aunque GigaSize aloja diferentes y variados contenidos, uno de los métodos utilizados para proteger su contenido es no ofrecer un buscador propio de enlaces de descarga. Gracias a ello han proliferado en la red multitud de buscadores específicos que permiten encontrar los enlaces que de otro modo se encontrarían esparcidos por toda la red (especialmente en foros especializados o Taringa y sin los cuales GigaSize no podría ofrecer un sistema coherente de descarga. Entre los mismos podemos encontrar multitud de buscadores basados en 'búsquedas personalizadas Google' o buscadores exclusivamente dedicados a estos servicios, como daleya.com.